# Cavalerius (cràter)
Cavalerius és un prominent cràter d'impacte que es troba a la vora occidental de l'Oceanus Procellarum, a la part visible de l'oest de la Lluna. Gairebé s'uneix a la vora nord del cràter Hevelius, situat al sud.

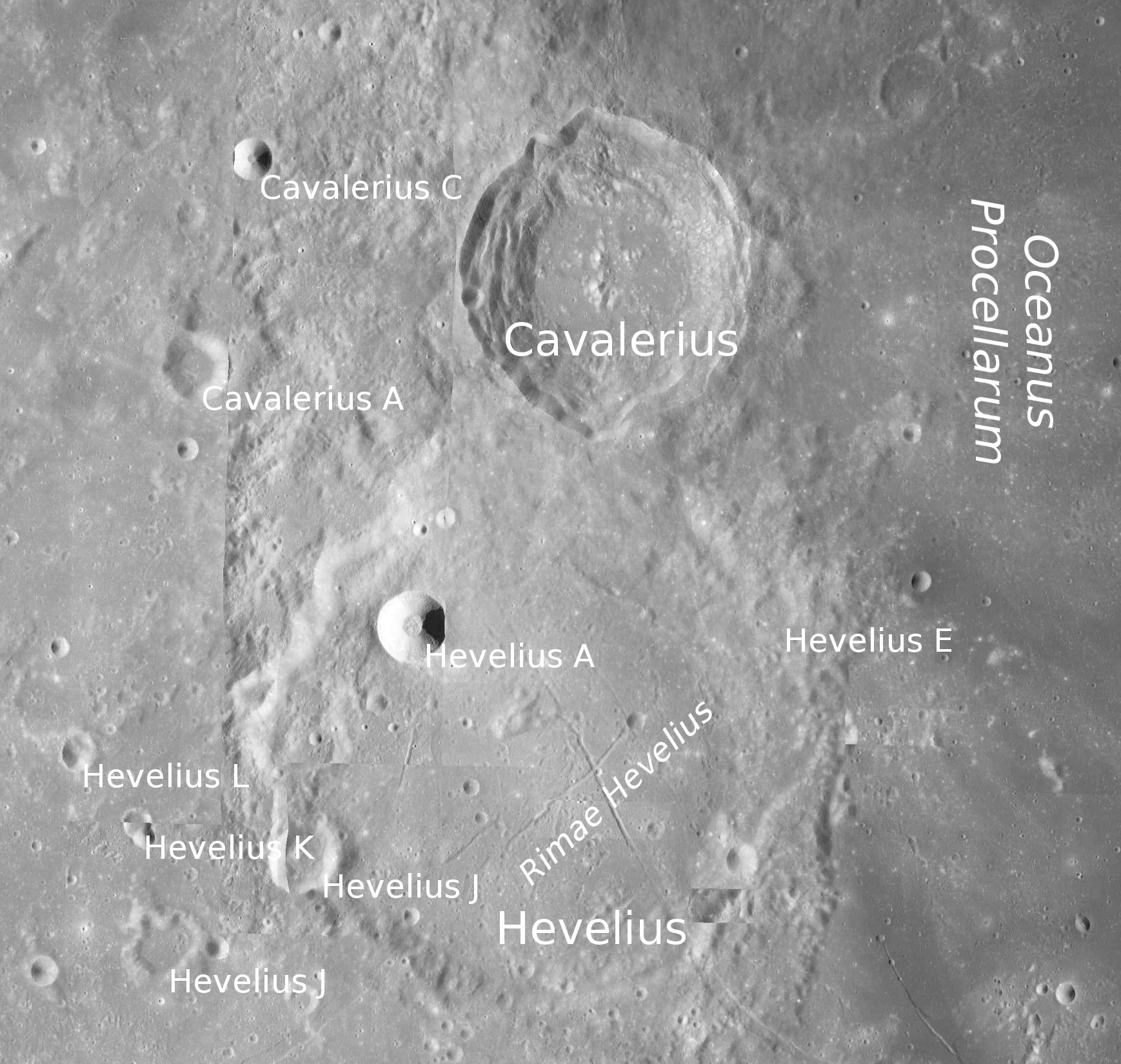
Localització de Cavalerius (centre superior de la imatge)
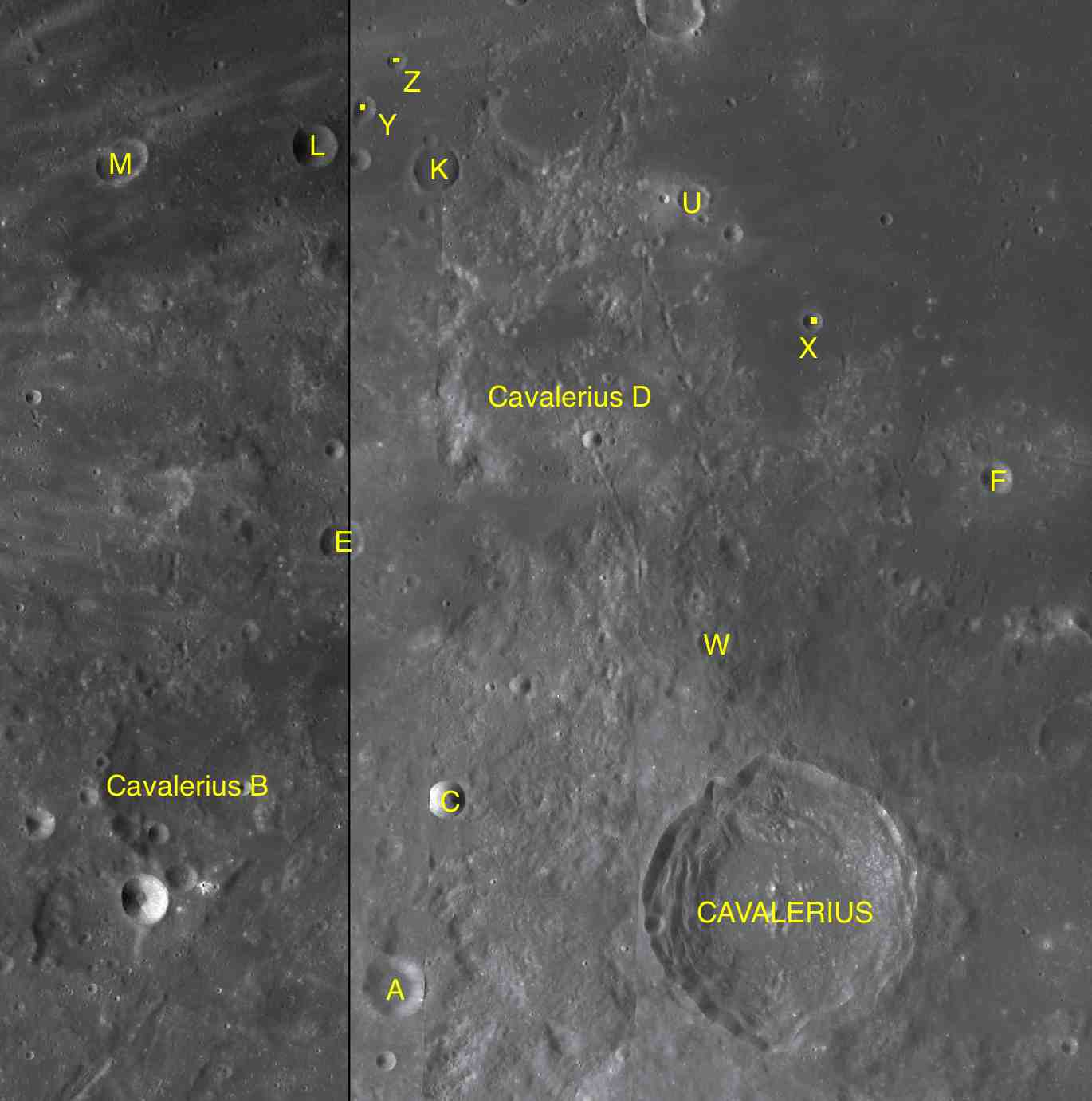
Cràters satèl·lit
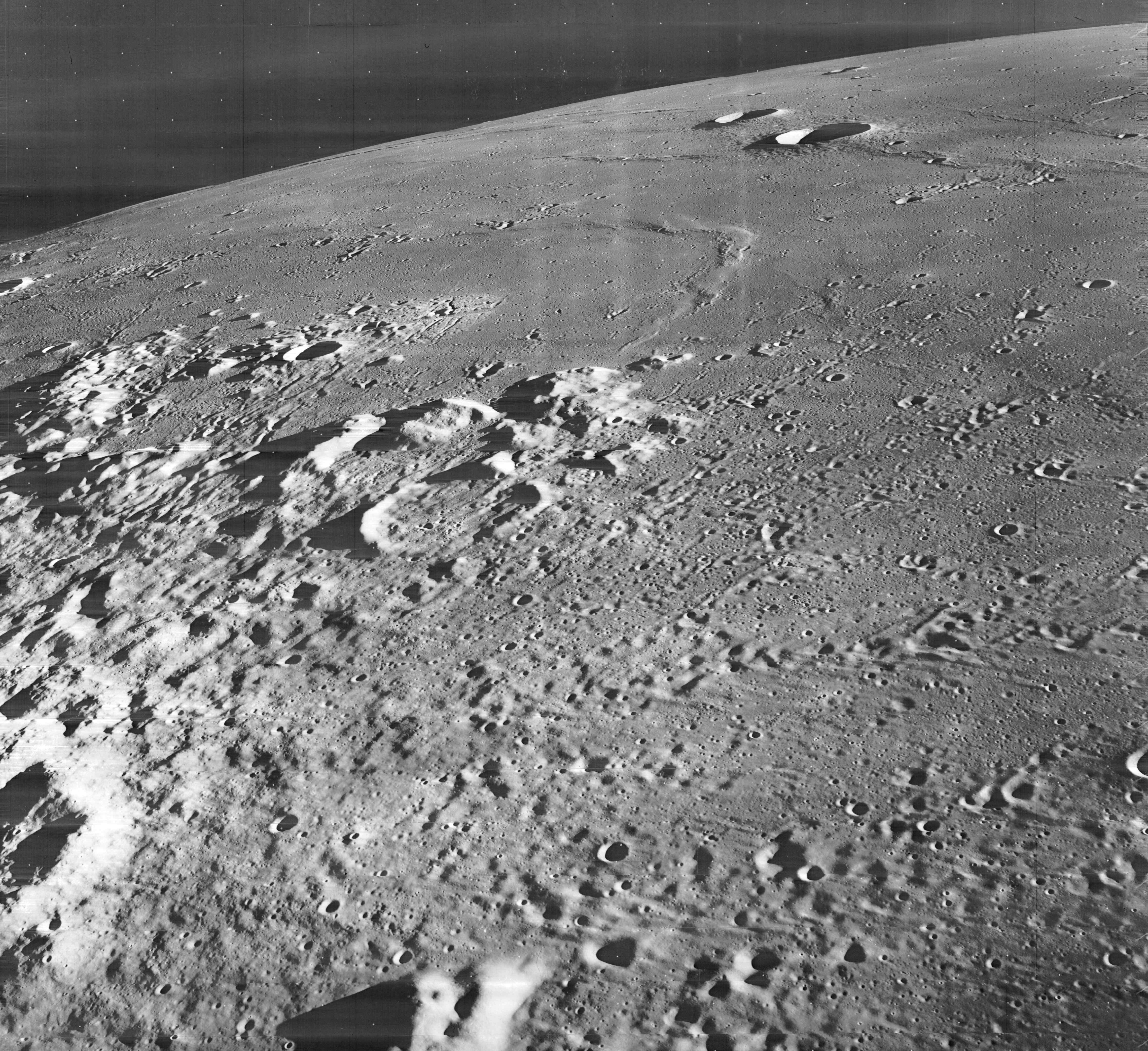
Planitia Descensus, al nord-est de Cavalerius. Nombrosos cràters secundaris de Cavalerius apareixen a fons

La vora de Cavalerius és relativament alta, arribant a més de 3 km d'elevació en alguns llocs. Hi ha esquerdes a les parts nord i sud de la vora i de les parets interiors. Part dels costats interns estan aterrassats. El sòl interior barreja pujols baixos i zones a nivell. En el punt mig del fons del cràter apareix un pic central baix, amb crestes veïnes al nord i a l'est.
Al nord-est d'aquest cràter es troba la Planitia Descensus, el lloc d'allunatge de la sonda de l'URSS Luna 9, el primer vehicle a aterrar suaument sobre la Lluna. Es troba entre alguns relleus suaus al costat de la vora de l'Oceanus Procellarum.

## Cràters satèl·lit
Per convenció aquests elements són identificats en els mapes lunars posant la lletra en el costat del punt central del cràter que està més proper a Cavalerius.
| Cavalerius | Coordenades                          | Diàmetre |
| ---------- | ------------------------------------ | -------- |
| A          | 4° 30′ N, 69° 30′ O / 4.5°N,69.5°O   | 14 km    |
| B          | 6° 00′ N, 71° 00′ O / 6.0°N,71.0°O   | 39 km    |
| C          | 5° 48′ N, 69° 12′ O / 5.8°N,69.2°O   | 8 km     |
| D          | 8° 36′ N, 68° 18′ O / 8.6°N,68.3°O   | 52 km    |
| E          | 7° 42′ N, 69° 54′ O / 7.7°N,69.9°O   | 9 km     |
| F          | 8° 06′ N, 65° 18′ O / 8.1°N,65.3°O   | 7 km     |
| K          | 10° 18′ N, 69° 12′ O / 10.3°N,69.2°O | 10 km    |
| L          | 10° 24′ N, 70° 12′ O / 10.4°N,70.2°O | 10 km    |
| M          | 10° 18′ N, 71° 30′ O / 10.3°N,71.5°O | 12 km    |
| U          | 10° 06′ N, 67° 24′ O / 10.1°N,67.4°O | 7 km     |
| W          | 6° 54′ N, 67° 18′ O / 6.9°N,67.3°O   | 7 km     |
| X          | 9° 12′ N, 66° 36′ O / 9.2°N,66.6°O   | 4 km     |
| Y          | 10° 42′ N, 69° 48′ O / 10.7°N,69.8°O | 7 km     |
| Z          | 11° 00′ N, 69° 30′ O / 11.0°N,69.5°O | 4 km     |